# Olivia Dean
Olivia Lauryn Dean, née le 14 mars 1999 dans le borough londonien de Haringey, est une chanteuse britannique. Elle a commencé sa carrière en travaillant en collaboration avec Rudimental. Elle a été nommée artiste de l'année 2021 d'Amazon Music et a enregistré une version exclusive de The Christmas Song de Nat King Cole pour la gamme Christmas Originals 2021 d'Amazon.

## Biographie
Dean est née dans le quartier londonien de Haringey d'un père anglais et d'une mère jamaïco-guyanienne et a grandi à Walthamstow. Elle a pris des cours de théâtre musical et a participé à une chorale gospel dès son plus jeune âge. Elle a ensuite fréquenté la BRIT School,.
En 2017, elle débute avec le groupe de drum 'n 'bass Rudimental. Deux ans plus tard, elle lance sa carrière solo avec son premier EP, Ok Love You Bye. Un autre EP, What Am I Gonna Do On Sundays?, sort en 2020, suivi de deux autres en 2021 : Olivia Dean If You Know What I Mean et Growth. En 2023, elle sort son premier album intitulé Messy. En août 2024, elle chante au festival Osheaga à Montréal.  

## Influences
Le style d'Olivia Dean mêle les influences RnB et soul. Elle a cité Lauryn Hill, Amy Winehouse, Carole King et The Supremes comme étant ses inspirations,.

### EP
- 2019 : Ok Love You Bye
- 2020 : What Am I Gonna Do On Sundays?
- 2021 : Olivia Dean If You Know What I Mean
- 2021 : Growth
- 2023 : Messy

### Singles
- 2018 : Reason to Stay
- 2019 : Password Change
- 2020 : Babe Come Home
- 2020 : Crosswords
- 2020 : The Hardest Part
- 2020 : Merry Christmas Everyone
- 2020 : Echo
- 2021 : Be My Own Boyfriend[9]
- 2021 : Slowly[10]
- 2021 : The Christmas Song
- 2022 : Danger
- 2025 : Man I Need

## Distinctions et nominations
| Année | Organisateur(s)       | Prix                                   | Résultat   |
| ----- | --------------------- | -------------------------------------- | ---------- |
| 2020  | UK Music Video Awards | Meilleure vidéo R&B/Soul - Royaume-Uni | Nomination |